# Радіокнопка

Перемикання радіокнопок

Радіокнопка (англ. Radio button) — елемент графічного інтерфейсу користувача, що дозволяє користувачеві вибрати тільки один з  елементів набору. Також існує застарілий термін перемикач, проте він же часто застосовується і для прапорців (англ. checkbox).

## Назва та принцип дії

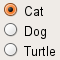
Радіокнопки, вибрано варіант "Cat"

Назва походить від фізичних кнопок, що використовувалися на старих радіоприймачах для вибору діапазонів або наперед встановлених станцій, в яких коли натискалась якась кнопка інші затиснуті вискакували, тож залишалася лише одна натиснута кнопка.
Радіокнопки об'єднуються в групи з двох або більше і зображуються на екрані зазвичай у вигляді круглих отворів, які можуть бути порожні(не вибрано) або точку (обрано). Поряд з кожною радіокнопкою, як правило, показані заголовки з описом, що кожен варіант означає. Коли користувач вибирає котрийсь варіант, то вибір з інших варіантів автоматично знімається. Вибір варіанту можна зробити, клацнувши кнопкою  миші на радіокнопці або заголовку, а також за допомогою клавіш.
Цілком можливо, що спочатку жоден з варіантів не буде вибраний. Цей стан не може бути відновлений внаслідок взаємодії з радіокнопками (але це можливо через інші елементи користувацького інтерфейсу).

## HTML
В HTML для зображення радіокнопки на сторінці застосовують тег вигляду: <input type="radio">  .

## Unicode
В Unicode, необрані та обрані перемикачі представлені кодами  U+25CB (○, 'WHITE CIRCLE'), and U+25C9 (◉, 'FISHEYE').
Шрифт Wingdings 2 містить у позиціях 153 і 158 гліфи, схожі на радіокнопки.